# Coupe d'Afrique des nations de football des moins de 17 ans 1997
Navigation
CAN U17 1995 CAN U17 1999
La Coupe d’Afrique des nations des moins de 17 ans 1997 est un tournoi de football organisé par la Confédération africaine de football (CAF). Elle se déroule tous les deux ans et oppose les meilleurs sélections africaines des moins de 17 ans.
L'édition 1997 a eu lieu au Botswana (tous les matchs se déroulent à Gaborone) et elle a vu la victoire de l'Égypte face au Mali sur le score d'un but à zéro.

## Participants à la phase finale
- Angola
- Botswana (pays-hôte)
- Côte d'Ivoire
- Égypte
- Éthiopie
- Ghana
- Mali
- Zimbabwe

### Phase finale

#### Groupe A
| Rang | Équipe        | Pts | J | G | N | P | Bp | Bc | Diff |
| ---- | ------------- | --- | - | - | - | - | -- | -- | ---- |
| 1    | Égypte        | 7   | 3 | 2 | 1 | 0 | 4  | 0  | +4   |
| 2    | Mali          | 5   | 3 | 1 | 2 | 0 | 2  | 1  | +1   |
| 3    | Côte d'Ivoire | 4   | 3 | 1 | 1 | 1 | 7  | 2  | +5   |
| 4    | Botswana      | 0   | 3 | 0 | 0 | 3 | 1  | 11 | -10  |

#### Groupe B
| Rang | Équipe   | Pts | J | G | N | P | Bp | Bc | Diff |
| ---- | -------- | --- | - | - | - | - | -- | -- | ---- |
| 1    | Ghana    | 6   | 3 | 2 | 0 | 1 | 7  | 4  | +3   |
| 2    | Éthiopie | 6   | 3 | 2 | 0 | 1 | 10 | 8  | +2   |
| 3    | Angola   | 4   | 3 | 1 | 1 | 1 | 7  | 6  | +1   |
| 4    | Zimbabwe | 1   | 3 | 0 | 1 | 2 | 2  | 8  | -6   |

### Carré d'OR

#### Demi-finales
| 1/2 finale  | Égypte | 1 - 0 | Éthiopie |  |
| 21 mai 1997 |        |       |          |  |

| 1/2 finale  | Ghana | 1 - 2 | Mali |  |
| 21 mai 1997 |       |       |      |  |

#### Match pour la troisième place
| Match pour la 3e place | Ghana | 1 - 0 | Éthiopie |  |
| 24 mai 1997            |       |       |          |  |

#### Finale
| Finale               | Égypte              | 1 - 0 | Mali | Stade Municipal de Gabronne Botswana |  |
| Dimanche 25 mai 1997 | Ashraf Abou Zeid 3e | (1-0) |      |                                      |  |

## Résultat
| Vainqueur CAN U17 1997 Égypte 1er titre |

## Sélections qualifiées pour la coupe du monde U17
Les trois nations africaines qualifiées pour la coupe du monde de football des moins de 17 ans 1997 en Égypte sont : 
- Égypte
- Mali
- Ghana